# 440
Năm 440 là một năm trong lịch Julius.